# 최동진
최동진(崔東進, 1976년 3월 21일 ~ )은 전 KBO 리그 야구 선수의 투수이다.

## 선수 경력
부천고등학교 시절 전통적 약체였던 팀을 일약 전국 정상급 반열에 올려놓으며 김건덕, 김병준과 함께 '고교 우완 3인방'으로 손꼽혔다. 2학년 때인 1993년 봉황대기 전국고교야구대회에서 1년 선배 고호봉과 함께 부천고를 사상 처음 전국 4강에 올려놓는 이변을 연출하였으며, 이듬해인 1994년에는 동기 박장희와 원투펀치를 구축하며 대통령배 전국고교야구대회 준우승을 하였다.
대통령배에서의 눈부신 활약에 힘입어 1994년 7월 캐나다 브랜던에서 열린 제14회 세계 청소년 야구 선수권 대회를 위한 대한민국 청소년 국가대표팀에 선발되었다. 당시 대표팀에는 고교 최대어 김건덕(경남상고)을 비롯, 김병준(대전고), 이승엽(경북고), 박정진(세광고), 김선우(휘문고), 김상태(덕수상고) 등 투타를 겸비한 당대 최고의 투수들이 포진하여 대회 시작부터 언론의 주목을 받았다. 7월 22일 예선 리그 첫 경기 캐나다전에서 선발 김선우에 이어 4회부터 마운드에 올라 9회 김상태에게 마운드를 물려주기까지 5이닝 동안 2피안타 무실점 6탈삼진으로 역투하여 승리투수가 되었다. 4일째 브라질전에서 완투를 예상하고 선발 등판하였으나 오른쪽 허벅지에 근육통을 느껴 무실점투 중 3회 강판당하였고, 7일째 대만전에서는 연속된 수비 실책으로 인해 패전 투수의 멍에를 쓰기도 했다. 그러나 준결승 브라질전에서는 김선우와 효과적인 계투를 하며 콜드게임승을 이끌었으며, 결국 결승전에서 대한민국이 치열한 난타전 끝에 미국을 11대 10으로 꺾고 선동열 등이 활약했던 1981년 초대 대회 이후 13년만에 우승하는 데 일조하였다.
세계 청소년 선수권 우승 이후 멤버들의 주가도 폭등하면서 프로 구단과 대학팀 간에 치열한 스카우트 싸움이 전개되었고, 우여곡절 끝에 프로로 직행하지 않고 김건덕 등과 함께 한양대학교 진학을 결정하였다. 한양대 1학년 때인 1995년 '대표팀 세대교체' 일환으로 김건덕, 박정진 등 세계 청소년 선수권 우승 멤버들과 함께 아마추어 국가대표팀에 발탁, 쿠바 아바나에서 개최된 대륙간컵 야구대회에 참가하여 2.45의 평균자책점(팀내 1위)을 기록하며 가능성을 보여주었다.
그러나 부상 후유증으로 인해 최고 구속 149km을 찍던 파이어볼러로서의 장점이 대학 시절 동안 점차 퇴색되었고, 4학년 때인 1998년에는 한양대 팀내에서조차 경헌호, 라형진, 강철민에게 내구력이 밀리며 스카우트의 관심권에서 벗어났다. 결국 1999년 신인 드래프트에서 청소년대표팀 동기 박정진-김상태와 부천고 동기 박장희 모두 1차지명을 받고 한양대 동기 라형진마저 2차 1라운드 지명을 받은 것과는 대조적으로, 연고 지명권을 가진 현대 유니콘스를 비롯하여 어느 팀에게도 지명받지 못하고 낙마하였다.
이후 신고선수로 현대 유니콘스에 입단하지만 1군 출장 기록 없이 2002년 조용히 방출되었다. 그러나 야구를 포기하지 않고 대만 프로 야구 리그 진출을 모색하여 2003년 청타이 타이양과 계약을 맺고 7월 4일 처음이자 마지막 프로 경기에 선발 등판하지만 피홈런 포함 3이닝 6피안타 5실점(3자책)으로 조기 난타 당하며 패전 투수가 되었다. 이 경기 직후 타이양 팀으로부터 바로 퇴출 통보를 받았고, 3주 후에는 추가 영입된 김경태마저 2⅔이닝 6실점의 최악투를 펼쳐 바로 퇴출되는 등 7월 한달 동안 두 명의 한국 국적 투수가 한 팀에서 초고속 퇴출되는 불명예를 안았다.

## 출신학교
- 부천고등학교
- 한양대학교